# Blonnye Holmes Foreman
Blonnye Holmes Foreman (conhecido como B. H. Foreman ou Dr. Foreman), foi um missionário norte-americano batista que viveu no Brasil durante os anos 30 e 40 nas cidades de Dianópolis (Tocantins), Campos Belos (Goiás) e Corrente (Piauí).
Iniciou o trabalho Batista na cidade de Dianópolis, hoje Estado do Tocantins, e fundou uma escola batista, que hoje leva seu nome (Escola Batista B. H. Foreman). Percorria essas cidades, evangelizando pessoas, em cima do lombo de um jumento. Muito empreendedor, arrumou um modo de cobrir a distância entre essas cidades, comprando um pequeno avião. Com quase cinqüenta anos entrou para um curso de pilotos. Morreu num acidente aéreo. Os restos mortais foram transportados para Campos Belos e lá encontra-se sepultado.